# La camera azzurra
La camera azzurra (titolo originale La Chambre bleue) è un romanzo di Georges Simenon terminato il 5 giugno del 1963 e pubblicato per la casa editrice Presses de la Cité nel gennaio 1964. Fa parte della serie dei cosiddetti «romanzi duri».
Iniziato e scritto in fretta tra aprile e maggio 1963 a  Échandens, in Svizzera, presenta analogie con un precedente romanzo psicologico di Simenon, Les Complices, del 1956.
Il libro è stato incluso nella raccolta di romanzi di Simenon Pedigree et autres romans, nella prestigiosa collezione "Bibliothèque de la Pléiade" (n° 553) per Gallimard nel 2009.

## Trama
Tony, un uomo felicemente sposato con Gisèle e padre di Marianne, vive per alcuni mesi un'ardente passione con l'ex compagna di classe Andrée, anche lei sposata con il ricco Nicolas Despierre. La morte di quest'ultimo, avvenuta in circostanze non totalmente chiare, sarà attribuita in un primo tempo a Tony, che subirà continui interrogatori in cui dovrà chiarire ogni dettaglio della propria esistenza, e successivamente ad Andrée; in seguito è considerato responsabile della morte di Gisèle, per avvelenamento.
I due "amanti sfrenati" (definiti così in modo ricorrente) saranno condannati a morte, ma la pena sarà commutata infine in quella di lavori forzati a vita.

## Adattamenti cinematografici e televisivi
- La camera azzurra (La Chambre bleue), 2014, regia di Mathieu Amalric

## Edizioni italiane
- Georges Simenon, La camera azzurra, trad. di Marina Di Leo, Collana Biblioteca Adelphi n.444, Milano, Adelphi, 2003; Collana gli Adelphi n.322, Adelphi, 2010.

### Audiolibri
- edizione letta da Annunciata Olivieri, Feltre: Centro Internazionale del Libro parlato, 2010.
- edizione letta da Claudio Santamaria, regia di Dino Gentili, Roma: Emons Italia, 2010.